# Portugal aux Jeux mondiaux de 2017
Cet article contient des informations sur la participation et les résultats de le Portugal aux Jeux mondiaux de 2017 à Wrocław en Pologne.

## Médailles

### Or
| Sport             | Discipline | Sportifs |
| Médaille d'or : 0 |            |          |

### Argent
| Sport                 | Discipline | Sportifs |
| Médaille d'argent : 0 |            |          |

### Bronze
| Sport                   | Discipline                    | Sportifs                 |
| Médailles de bronze : 3 |                               |                          |
| Ju-jitsu                | Femmes - Ne-Waza -55 kg       | Ana Nair Marques Dias    |
| Roller artistique       | Dance mixte                   | Mariana Souto José Souto |
| Trampoline              | Hommes - Trampoline Duplo-Min | Diogo Carvalho Costa     |